# Euryphrissa
Euryphrissa là một chi bướm đêm thuộc họ Sesiidae.

## Các loài
- Euryphrissa cambyses (Druce, 1884)
- Euryphrissa chea (Druce, 1899)
- Euryphrissa cladiiformis (Walker, 1856)
- Euryphrissa croesiformis (Walker, 1856)
- Euryphrissa fasciculipes (Walker, [1865])
- Euryphrissa homotropha (Meyrick, 1921)
- Euryphrissa infera (Meyrick, 1921)
- Euryphrissa plumipes (Walker, [1865])
- Euryphrissa pomponia (Le Cerf, 1911)
- Euryphrissa senta (Druce, 1883)
- Euryphrissa syngenica  Zukowsky, 1936
- Euryphrissa remipes (Butler, 1874)